# Sicily Island
Sicily Island è un villaggio degli Stati Uniti d'America della parrocchia di Catahoula nello Stato della Louisiana. La popolazione era di 526 abitanti al censimento del 2010.

## Geografia fisica
Sicily Island si trova nella parte nord-orientale della parrocchia di Catahoula ed è situata a 31°50′48″N 91°39′32″W (31.846573, -91.658925). La U.S. Route 425 passa attraverso il villaggio, collega 23 miglia (37 km) a nord con Winnsboro e 30 miglia (48 km) a sud-est con Natchez (Mississippi). La Louisiana State Highway 8 collega 11 miglia (18 km) a sud-ovest con Harrisonburg, il capoluogo della parrocchia di Catahoula.
Secondo lo United States Census Bureau, la città ha una superficie totale di 1,49 km², dei quali 1,49 km² di territorio e 0 km² di acque interne (0,17% del totale).

## Storia
Sicily Island venne fondata nell'agosto 1881, da una colonia ebraica di immigrati provenienti da Elizavetgrad che fuggivano dai pogrom. Nel 1882, la colonia venne devastata dall'inondazione del fiume Mississippi, che distrusse la maggior parte delle aziende agricole.

## Società

### Evoluzione demografica
Secondo il censimento del 2010, c'erano 526 abitanti.

### Etnie e minoranze straniere
Secondo il censimento del 2010, la composizione etnica della città era formata dal 34,22% di bianchi, il 64,07% di afroamericani, lo 0% di nativi americani, lo 0,19% di asiatici, lo 0% di oceanici, lo 0,19% di altre razze, e l'1,33% di due o più etnie. Ispanici o latinos di qualunque razza erano lo 0,38% della popolazione.